# Institut supérieur de Bafoussam
L'Institut supérieur de Bafoussam (ISB) est un établissement d’enseignement supérieur camerounais situé à Bafoussam (capitale de la région de l'Ouest).

## Présentation
Fondée en 2011, l'Institut supérieur de Bafoussam propose des enseignements dans les domaines des sciences médicales, des sciences économiques et de gestion, et des technologies. 
Elle dispose de trois directions :
– une direction des sciences médicales ;
– une direction des industries et technologies ;
– une direction de l'économie et de gestion.